# بیمارستان گایز
بیمارستان گایز (انگلیسی: Guy's Hospital) یکی از بیمارستان‌های سرویس سلامت همگانی (NHS) در منطقه سات‌ارک لندن در مرکز این شهر است.
این مرکز درمانی، یک بیمارستان آموزشی است که از سال ۱۷۲۱ میلادی آغاز به کار نمود و ساختمان آن ۳۴ طبقه دارد که پنجمین ساختمان بیمارستانی بلند جهان محسوب می‌شود.
برخی از افراد برجسته‌ای که در این بیمارستان کار کرده‌اند عبارتند از: توماس آدیسون، جان بلچیر، استلی کوپر، ویلیام گال، آبراهام پینئو گسنر، توماس هاجکین، فردریک گولاند هاپکینز، جان کیتس و لودویگ ویتگنشتاین.